# Masaya Nozaki
Masaya Nozaki (født 3. august 1993) er en japansk fodboldspiller.
Han har spillet for flere forskellige klubber i sin karriere, herunder Urawa Reds, Avispa Fukuoka, Gainare Tottori og YSCC Yokohama.